# Eleições autárquicas portuguesas de 1993 no distrito de Beja
| Eleições autárquicas portuguesas de 1993 Distritos: Aveiro \| Beja \| Braga \| Bragança \| Castelo Branco \| Coimbra \| Évora \| Faro \| Guarda \| Leiria \| Lisboa \| Portalegre \| Porto \| Santarém \| Setúbal \| Viana do Castelo \| Vila Real \| Viseu \| Açores \| Madeira |

## Resultados por concelho
Os resultados nos concelhos do Distrito de Beja foram os seguintes:

### Aljustrel
| Partido                 | Partido                        | Votos  | %               | +/-  | Vereadores | +/-     |
| ----------------------- | ------------------------------ | ------ | --------------- | ---- | ---------- | ------- |
|                         | Coligação Democrática Unitária | 3 852  | 58,05 / 100,00  | 2,89 | 5 / 7      | Estável |
|                         | Partido Socialista             | 2 222  | 33,48 / 100,00  | 2,39 | 2 / 7      | Estável |
|                         | Partido Social Democrata       | 234    | 3,53 / 100,00   | 5,11 | 0 / 7      | Estável |
|                         | Partido Popular                | 93     | 1,40 / 100,00   | -    | 0 / 7      | -       |
| Votos Inválidos         | Votos Inválidos                | 235    | 3,54 / 100,00   | 1,57 |            |         |
| Total                   | Total                          | 6 636  | 100,00 / 100,00 |      | 7 / 7      |         |
| Eleitorado/Participação | Eleitorado/Participação        | 10 137 | 65,46 / 100,00  | 6,79 |            |         |

### Almodôvar
| Partido                 | Partido                         | Votos | %               | +/-   | Vereadores | +/-     |
| ----------------------- | ------------------------------- | ----- | --------------- | ----- | ---------- | ------- |
|                         | Partido Socialista              | 2 319 | 41,07 / 100,00  | 7,02  | 3 / 5      | Estável |
|                         | Movimento Democrático Português | 1 386 | 24,55 / 100,00  | -     | 1 / 5      | -       |
|                         | Partido Social Democrata        | 912   | 16,15 / 100,00  | 4,60  | 1 / 5      | Estável |
|                         | Coligação Democrática Unitária  | 688   | 12,19 / 100,00  | 10,60 | 0 / 5      | 1       |
| Votos Inválidos         | Votos Inválidos                 | 341   | 6,04 / 100,00   | 2,33  |            |         |
| Total                   | Total                           | 5 646 | 100,00 / 100,00 |       | 5 / 5      |         |
| Eleitorado/Participação | Eleitorado/Participação         | 8 525 | 66,23 / 100,00  | 1,36  |            |         |

### Alvito
| Partido                 | Partido                        | Votos | %               | +/-  | Vereadores | +/-     |
| ----------------------- | ------------------------------ | ----- | --------------- | ---- | ---------- | ------- |
|                         | Coligação Democrática Unitária | 562   | 32,52 / 100,00  | 0,87 | 2 / 5      | Estável |
|                         | Partido Socialista             | 522   | 30,21 / 100,00  | 5,82 | 2 / 5      | 1       |
|                         | Partido Social Democrata       | 520   | 30,09 / 100,00  | 7,74 | 1 / 5      | 1       |
|                         | Partido Popular                | 72    | 4,17 / 100,00   | -    | 0 / 5      | -       |
| Votos Inválidos         | Votos Inválidos                | 52    | 3,01 / 100,00   | 1,38 |            |         |
| Total                   | Total                          | 1 728 | 100,00 / 100,00 |      | 5 / 5      |         |
| Eleitorado/Participação | Eleitorado/Participação        | 2 252 | 76,73 / 100,00  | 0,61 |            |         |

### Barrancos
| Partido                 | Partido                        | Votos | %               | +/-  | Vereadores | +/-     |
| ----------------------- | ------------------------------ | ----- | --------------- | ---- | ---------- | ------- |
|                         | Coligação Democrática Unitária | 675   | 51,33 / 100,00  | 1,86 | 3 / 5      | Estável |
|                         | Partido Socialista             | 504   | 38,33 / 100,00  | 0,99 | 2 / 5      | Estável |
|                         | Partido Social Democrata       | 50    | 3,80 / 100,00   | 0,79 | 0 / 5      | Estável |
|                         | Partido Popular                | 7     | 0,53 / 100,00   | -    | 0 / 5      | -       |
| Votos Inválidos         | Votos Inválidos                | 79    | 6,01 / 100,00   | 0,45 |            |         |
| Total                   | Total                          | 1 315 | 100,00 / 100,00 |      | 5 / 5      |         |
| Eleitorado/Participação | Eleitorado/Participação        | 1 693 | 77,67 / 100,00  | 0,06 |            |         |

### Beja
| Partido                 | Partido                        | Votos  | %               | +/-  | Vereadores | +/-     |
| ----------------------- | ------------------------------ | ------ | --------------- | ---- | ---------- | ------- |
|                         | Coligação Democrática Unitária | 8 800  | 45,97 / 100,00  | 3,17 | 3 / 7      | 1       |
|                         | Partido Socialista             | 6 834  | 35,70 / 100,00  | 5,96 | 3 / 7      | 1       |
|                         | Partido Social Democrata       | 2 341  | 12,23 / 100,00  | 4,23 | 1 / 7      | Estável |
|                         | Partido Popular                | 447    | 2,34 / 100,00   | 2,20 | 0 / 7      | Estável |
| Votos Inválidos         | Votos Inválidos                | 721    | 3,77 / 100,00   | 0,68 |            |         |
| Total                   | Total                          | 19 143 | 100,00 / 100,00 |      | 7 / 7      |         |
| Eleitorado/Participação | Eleitorado/Participação        | 30 660 | 62,44 / 100,00  | 3,70 |            |         |

### Castro Verde
| Partido                 | Partido                        | Votos | %               | +/-   | Vereadores | +/-     |
| ----------------------- | ------------------------------ | ----- | --------------- | ----- | ---------- | ------- |
|                         | Coligação Democrática Unitária | 2 171 | 52,81 / 100,00  | 12,13 | 3 / 5      | 1       |
|                         | Partido Socialista             | 1 319 | 32,08 / 100,00  | 16,83 | 2 / 5      | 1       |
|                         | Partido Social Democrata       | 417   | 10,14 / 100,00  | 5,08  | 0 / 5      | Estável |
| Votos Inválidos         | Votos Inválidos                | 204   | 4,96 / 100,00   | 0,35  |            |         |
| Total                   | Total                          | 4 111 | 100,00 / 100,00 |       | 5 / 5      |         |
| Eleitorado/Participação | Eleitorado/Participação        | 6 532 | 62,94 / 100,00  | 1,87  |            |         |

### Cuba
| Partido                 | Partido                        | Votos | %               | +/-   | Vereadores | +/-     |
| ----------------------- | ------------------------------ | ----- | --------------- | ----- | ---------- | ------- |
|                         | Coligação Democrática Unitária | 1 595 | 52,97 / 100,00  | 3,63  | 3 / 5      | Estável |
|                         | Partido Socialista             | 819   | 27,20 / 100,00  | 10,02 | 2 / 5      | Estável |
|                         | Partido Social Democrata       | 395   | 13,12 / 100,00  | -     | 0 / 5      | -       |
|                         | Partido Popular                | 56    | 1,86 / 100,00   | -     | 0 / 5      | -       |
| Votos Inválidos         | Votos Inválidos                | 146   | 4,85 / 100,00   | 1,34  |            |         |
| Total                   | Total                          | 3 011 | 100,00 / 100,00 |       | 5 / 5      |         |
| Eleitorado/Participação | Eleitorado/Participação        | 4 548 | 66,20 / 100,00  | 2,69  |            |         |

### Ferreira do Alentejo
| Partido                 | Partido                        | Votos | %               | +/-   | Vereadores | +/-     |
| ----------------------- | ------------------------------ | ----- | --------------- | ----- | ---------- | ------- |
|                         | Partido Socialista             | 3 462 | 53,82 / 100,00  | 14,83 | 3 / 5      | 1       |
|                         | Coligação Democrática Unitária | 2 114 | 32,87 / 100,00  | 13,48 | 2 / 5      | 1       |
|                         | Partido Social Democrata       | 538   | 8,36 / 100,00   | 1,82  | 0 / 5      | Estável |
|                         | Partido Popular                | 82    | 1,27 / 100,00   | -     | 0 / 5      | -       |
| Votos Inválidos         | Votos Inválidos                | 236   | 3,67 / 100,00   | 0,81  |            |         |
| Total                   | Total                          | 6 432 | 100,00 / 100,00 |       | 5 / 5      |         |
| Eleitorado/Participação | Eleitorado/Participação        | 9 026 | 71,26 / 100,00  | 9,20  |            |         |

### Mértola
| Partido                 | Partido                        | Votos | %               | +/-  | Vereadores | +/-     |
| ----------------------- | ------------------------------ | ----- | --------------- | ---- | ---------- | ------- |
|                         | Coligação Democrática Unitária | 2 861 | 46,46 / 100,00  | 6,34 | 3 / 5      | Estável |
|                         | Partido Socialista             | 2 765 | 44,90 / 100,00  | 8,23 | 2 / 5      | Estável |
|                         | Partido Social Democrata       | 280   | 4,55 / 100,00   | 2,44 | 0 / 5      | Estável |
| Votos Inválidos         | Votos Inválidos                | 252   | 4,09 / 100,00   | 0,55 |            |         |
| Total                   | Total                          | 6 158 | 100,00 / 100,00 |      | 5 / 5      |         |
| Eleitorado/Participação | Eleitorado/Participação        | 9 058 | 67,98 / 100,00  | 4,70 |            |         |

### Moura
| Partido                 | Partido                        | Votos  | %               | +/-   | Vereadores | +/-     |
| ----------------------- | ------------------------------ | ------ | --------------- | ----- | ---------- | ------- |
|                         | Partido Socialista             | 3 808  | 44,76 / 100,00  | 12,32 | 4 / 7      | Estável |
|                         | Coligação Democrática Unitária | 3 310  | 38,91 / 100,00  | 0,71  | 3 / 7      | Estável |
|                         | Partido Social Democrata       | 835    | 9,82 / 100,00   | -     | 0 / 7      | -       |
|                         | Partido Popular                | 168    | 1,97 / 100,00   | -     | 0 / 7      | -       |
| Votos Inválidos         | Votos Inválidos                | 386    | 4,54 / 100,00   | 0,19  |            |         |
| Total                   | Total                          | 8 507  | 100,00 / 100,00 |       | 7 / 7      |         |
| Eleitorado/Participação | Eleitorado/Participação        | 15 794 | 53,86 / 100,00  | 1,49  |            |         |

### Odemira
| Partido                 | Partido                        | Votos  | %               | +/-   | Vereadores | +/-     |
| ----------------------- | ------------------------------ | ------ | --------------- | ----- | ---------- | ------- |
|                         | Coligação Democrática Unitária | 6 199  | 39,39 / 100,00  | 11,12 | 3 / 7      | 1       |
|                         | Partido Socialista             | 5 782  | 36,74 / 100,00  | 4,84  | 3 / 7      | Estável |
|                         | Partido Social Democrata       | 2 646  | 16,81 / 100,00  | 6,27  | 1 / 7      | 1       |
|                         | Partido Popular                | 372    | 2,36 / 100,00   | 0,36  | 0 / 7      | Estável |
| Votos Inválidos         | Votos Inválidos                | 740    | 4,70 / 100,00   | 0,37  |            |         |
| Total                   | Total                          | 15 739 | 100,00 / 100,00 |       | 7 / 7      |         |
| Eleitorado/Participação | Eleitorado/Participação        | 24 751 | 63,59 / 100,00  | 1,28  |            |         |

### Ourique
| Partido                 | Partido                        | Votos | %               | +/-   | Vereadores | +/-     |
| ----------------------- | ------------------------------ | ----- | --------------- | ----- | ---------- | ------- |
|                         | Partido Social Democrata       | 2 156 | 45,60 / 100,00  | 11,91 | 3 / 5      | 1       |
|                         | Coligação Democrática Unitária | 1 888 | 39,93 / 100,00  | 5,38  | 2 / 5      | Estável |
|                         | Partido Socialista             | 402   | 8,50 / 100,00   | 20,23 | 0 / 5      | 1       |
|                         | Partido Popular                | 145   | 3,07 / 100,00   | -     | 0 / 5      | -       |
| Votos Inválidos         | Votos Inválidos                | 137   | 2,90 / 100,00   | 0,13  |            |         |
| Total                   | Total                          | 4 728 | 100,00 / 100,00 |       | 5 / 5      |         |
| Eleitorado/Participação | Eleitorado/Participação        | 6 486 | 72,90 / 100,00  | 5,38  |            |         |

### Serpa
| Partido                 | Partido                        | Votos  | %               | +/-   | Vereadores | +/-     |
| ----------------------- | ------------------------------ | ------ | --------------- | ----- | ---------- | ------- |
|                         | Coligação Democrática Unitária | 5 585  | 52,64 / 100,00  | 0,97  | 4 / 7      | Estável |
|                         | Partido Popular                | 2 801  | 26,40 / 100,00  | -     | 2 / 7      | -       |
|                         | Partido Socialista             | 1 588  | 14,97 / 100,00  | 18,72 | 1 / 7      | 2       |
|                         | Partido Social Democrata       | 338    | 3,19 / 100,00   | 5,09  | 0 / 7      | Estável |
| Votos Inválidos         | Votos Inválidos                | 297    | 2,80 / 100,00   | 1,63  |            |         |
| Total                   | Total                          | 10 609 | 100,00 / 100,00 |       | 7 / 7      |         |
| Eleitorado/Participação | Eleitorado/Participação        | 16 537 | 64,15 / 100,00  | 15,78 |            |         |

### Vidigueira
| Partido                 | Partido                        | Votos | %               | +/-   | Vereadores | +/-     |
| ----------------------- | ------------------------------ | ----- | --------------- | ----- | ---------- | ------- |
|                         | Coligação Democrática Unitária | 1 712 | 48,09 / 100,00  | 11,44 | 3 / 5      | 1       |
|                         | Partido Socialista             | 901   | 25,31 / 100,00  | 1,42  | 1 / 5      | Estável |
|                         | Partido Social Democrata       | 658   | 18,48 / 100,00  | 9,02  | 1 / 5      | 1       |
|                         | Partido Popular                | 103   | 2,89 / 100,00   | -     | 0 / 5      | -       |
| Votos Inválidos         | Votos Inválidos                | 186   | 5,22 / 100,00   | 1,90  |            |         |
| Total                   | Total                          | 3 560 | 100,00 / 100,00 |       | 5 / 5      |         |
| Eleitorado/Participação | Eleitorado/Participação        | 5 736 | 62,06 / 100,00  | 1,44  |            |         |